# Prva Liga Srbija
La Prva Liga Srbija (Serbo: Прва лига Србијa) è la seconda divisione del campionato serbo di calcio. Il nome significa "Prima Lega Serbia", ove Serbia è intesa come stato; in altre sedi invece il torneo è chiamato Prva Liga Srbije, cioè "Prima Lega della Serbia".
Il torneo è nato nel 2004, due anni prima della separazione tra la Serbia e il Montenegro, con 20 squadre. Successivamente vi è stata una riduzione delle partecipanti fino alle 16 attuali. La formula è sempre stata quella del girone unico con partite di andata e ritorno.

## Formato
Della Prva Liga fanno parte 16 squadre: sono previste due promozioni nella SuperLiga e quattro retrocessioni nella Srpska Liga, la terza serie nazionale. Per la sola stagione agonistica 2020-2021, stante la situazione di disagio provocata dalla pandemia di COVID-19, il torneo è stato disputato da 18 squadre. 

## Squadre
Stagione 2021-2022.
- Budućnost Dobanovci
- Grafičar Belgrado
- IMT Belgrado
- Inđija
- Javor Ivanjica
- Kabel Novi Sad
- Loznica
- Mačva Šabac
- Mladost GAT
- Bačka B. Palanka
- Rad Belgrado
- Radnički S. Mitrovica
- Timok
- Žarkovo
- Železničar Pančevo

## Albo d'oro

### Jugoslavia
Nelle stagioni dal 1958 al 1968, con la Druga liga jugoslava a due gironi, le squadre serbe erano collocate nel girone est. Dal 1973 al 1988, con la Druga liga di nuovo a due gironi, le squadre della Serbia Centrale e del Kosovo erano ancora nel girone est, mentre quelle della Voivodina nel girone ovest. Queste sono le squadre serbe (dalla Vojvodina, dalla Serbia Centrale e dal Kosovo) che hanno vinto il campionato:
- 1952 -  Spartak Subotica
- 1953 -  Radnički Belgrado
- 1959 Est -  OFK Belgrado
- 1961 Est -  Novi Sad
- 1965 Est -  Radnički Belgrado
- 1967 Est -  Proleter Zrenjanin
- 1968 Est -  Bor
- 1969 Est -  Radnički Kragujevac
- 1972 Est -  Bor
- 1974 Est -  Radnički Kragujevac
- 1976 Est -  Napredak Kruševac
- 1977 Est -  FK Trepča
- 1978 Est -  Napredak Kruševac
- 1980 Est -  OFK Belgrado
- 1982 Est -  Zemun
- 1983 Est -  Prishtina
- 1985 Est -  OFK Belgrado
- 1986 Ovest -  Spartak Subotica
- 1986 Est -  Radnički Niš
- 1987 Ovest -  Vojvodina
- 1987 Est -  Rad Belgrado
- 1988 Ovest -  Spartak Subotica
- 1988 Est -  Napredak Kruševac
- 1990 -  Zemun
- 1992 -  Bečej

### Serbia e Montenegro
Nel 1999 le squadre del Kosovo hanno abbandonato il sistema calcistico jugoslavo. Dal 2001 al 2004 la Druga liga era impostata su 4 gironi: tre (Nord, Ovest ed Est) per squadre serbe, ed uno (Sud) per quelle montenegrine. Nell'estate 2004 i tre gironi serbi sono stati fusi nella Prva Liga Srbija, mentre quello montenegrino è diventato la Prva crnogorska fudbalska liga. Queste sono le squadre serbe (dalla Vojvodina e dalla Serbia Centrale) che hanno vinto il campionato:
- 1993 -  Jastrebac Niš
- 1994 -  Borac Čačak
- 1995 -  Mladost Lučani
- 1996 -  Budućnost Valjevo
- 1997 -  Sartid (ovest);  Prishtina[1] (est)
- 1998 -  Milicionar (est)
- 1999 -  Borac Čačak (ovest);  Čukarički (est)
- 2000 -  FK Belgrado (nord);  Napredak Kruševac (est)
- 2001 -  Mladost Apatin (nord);  Mladost Lučani (ovest);  Zvezdara (est)
- 2002 -  Radnički Obrenovac (nord);  Javor Ivanjica (ovest);  Radnički Niš (est)
- 2003 -  Bud. Banatski Dvor (nord);  Borac Čačak (ovest);  Napredak Kruševac (est)
- 2004 -  Radnički Belgrado (nord);  Čukarički Stankom (ovest);  Hajduk Belgrado (est)

### Serbia
Sebbene fino al 2006 Serbia e Montenegro fossero ancora unite, dal 2004 la Prva Liga è composta esclusivamente da squadre serbe.
| Stagione                              | Vincitore           | Altre promozioni                                                                                                  | Capocannoniere | Capocannoniere                  | Capocannoniere      | Capocannoniere     |
| Stagione                              | Vincitore           | Altre promozioni                                                                                                  | Reti           | Naz.                            | Giocatore           | Squadra            |
| ------------------------------------- | ------------------- | --- | -------------- | ------------------------------- | ------------------- | ------------------ |
| Unione Statale di Serbia e Montenegro |                     | |                |                                 |                     |                    |
| 2004-2005                             | Bud. Banatski Dvor  | Javor Ivanjica Rad Belgrado Voždovac                                                                              | 24             | Serbia (bandiera)               | Srđan Baljak        | Bud. Banatski Dvor |
| 2005-2006                             | Bežanija            | Mladost Apatin | 25             | Serbia (bandiera)               | Žarko Lazetić       | Bežanija           |
| Serbia                                |                     | |                |                                 |                     |                    |
| 2006-2007                             | Mladost Lučani      | Čukarički Stankom Napredak Kruševac                                                                               | 16             | Serbia (bandiera)               | Filip Đorđević      | Rad Belgrado       |
| 2007-2008                             | Javor Ivanjica      | Jagodina Rad Belgrado                                                                                             | 17             | Serbia (bandiera)               | Igor Pavlović       | Jagodina           |
| 2008-2009                             | BSK Borča           | Smederevo Mladi Radnik Spartak Zlatibor Voda Metalac                                                              | 13             | Serbia (bandiera)               | Marko Pavićević     | Sevojno            |
| 2009-2010                             | Inđija              | Sevojno | 12             | Serbia (bandiera)               | Borivoje Filipović  | Inđija             |
| 2010-2011                             | BASK Belgrado       | Radnički Kragujevac Novi Pazar                                                                                    | 21             | Serbia (bandiera)               | Slobodan Dinčić     | BASK Belgrado      |
| 2011-2012                             | Radnički Niš        | Donji Srem | 13             | Serbia (bandiera)               | Ivan Pejčić         | Radnički Niš       |
| 2012-2013                             | Napredak Kruševac   | Čukarički | 19             | Serbia (bandiera)               | Milanko Rašković    | Borac Čačak        |
| 2013-2014                             | Mladost Lučani      | Borac Čačak | 15             | Serbia (bandiera)               | Predrag Živadinović | Mladost Lučani     |
| 2014-2015                             | Radnik Surdulica    | Javor Ivanjica | 13             | Serbia (bandiera)               | Stefan Dražić       | Javor Ivanjica     |
| 2015-2016                             | Napredak Kruševac   | Bačka B. Palanka                                                                                                  | 15             | Serbia (bandiera)               | Nenad Lukić         | Bežanija           |
| 2016-2017                             | Mačva Šabac         | Zemun | 19             | Bosnia ed Erzegovina (bandiera) | Uroš Đerić          | Sloboda Užice      |
| 2017-2018                             | Proleter Novi Sad   | Dinamo Vranje | 17             | Ghana (bandiera)                | Zakaria Suraka      | Dinamo Vranje      |
| 2018-2019                             | TSC Bačka Topola    | Javor Ivanjica Inđija                                                                                             | 29             | Serbia (bandiera)               | Ivan Marković       | Javor Ivanjica     |
| 2019-2020                             | Zlatibor Čajetina   | Dinamo Vranje Metalac TSC Bačka Topola Novi Pazar                                                                 | 19             | Serbia (bandiera)               | Aleksandar Katanić  | Dinamo Vranje      |
| 2020-2021                             | Radnički Kragujevac | Kolubara Radnički Pirot Dubočica Leskovac Dinamo Vranje Borac Čačak Trajal Kruševac Jagodina Zemun Sloga Kraljevo | 14             | Serbia (bandiera)               | Dragiša Komarčević  | Loznica            |
| 2021-2022                             | Mladost GAT         | Javor Ivanjica | 18             | Serbia (bandiera)               | Milan Vidakov       | Mladost GAT        |